# Võhma (stad)
Võhma (Estisch: Võhma linn) is een stad in de Estlandse provincie Viljandimaa, behorend tot de gemeente Põhja-Sakala. De stad telt 1272 inwoners (2024)
Tot oktober 2017 vormde Võhma een afzonderlijke gemeente, die op 1 januari 2017 1287 inwoners telde en een oppervlakte had van 1,9 km².

## Ligging
Bij Võhma (nauwkeuriger: op het grondgebied van het buurdorp Soomevere) komt de secundaire weg Tugimaantee 38, van Põltsamaa naar Võhma, uit op de Tugimaantee 49, de secundaire weg van Imavere via Viljandi naar Karksi-Nuia.
Võhma heeft een station aan de spoorlijn Tallinn - Viljandi.

## Geschiedenis
Võhma werd in 1583 als Wechma voor het eerst genoemd en kwam tot ontwikkeling, nadat het in 1899 een station had gekregen aan de spoorlijn van Tallinn naar Viljandi. De plaats kreeg in 1993 de status van stad.
De economie dreef er in de sovjettijd op een vleesfabriek (Võhma Lihakombinaat), die in 1928 werd opgericht als Võhma Eksporttapamaja (Exportslachterij Võhma). In 1994 ging het bedrijf failliet, wat tot hoge werkloosheidscijfers leidde. Inmiddels hebben zich in Võhma kleinere bedrijven gevestigd.

## Foto's

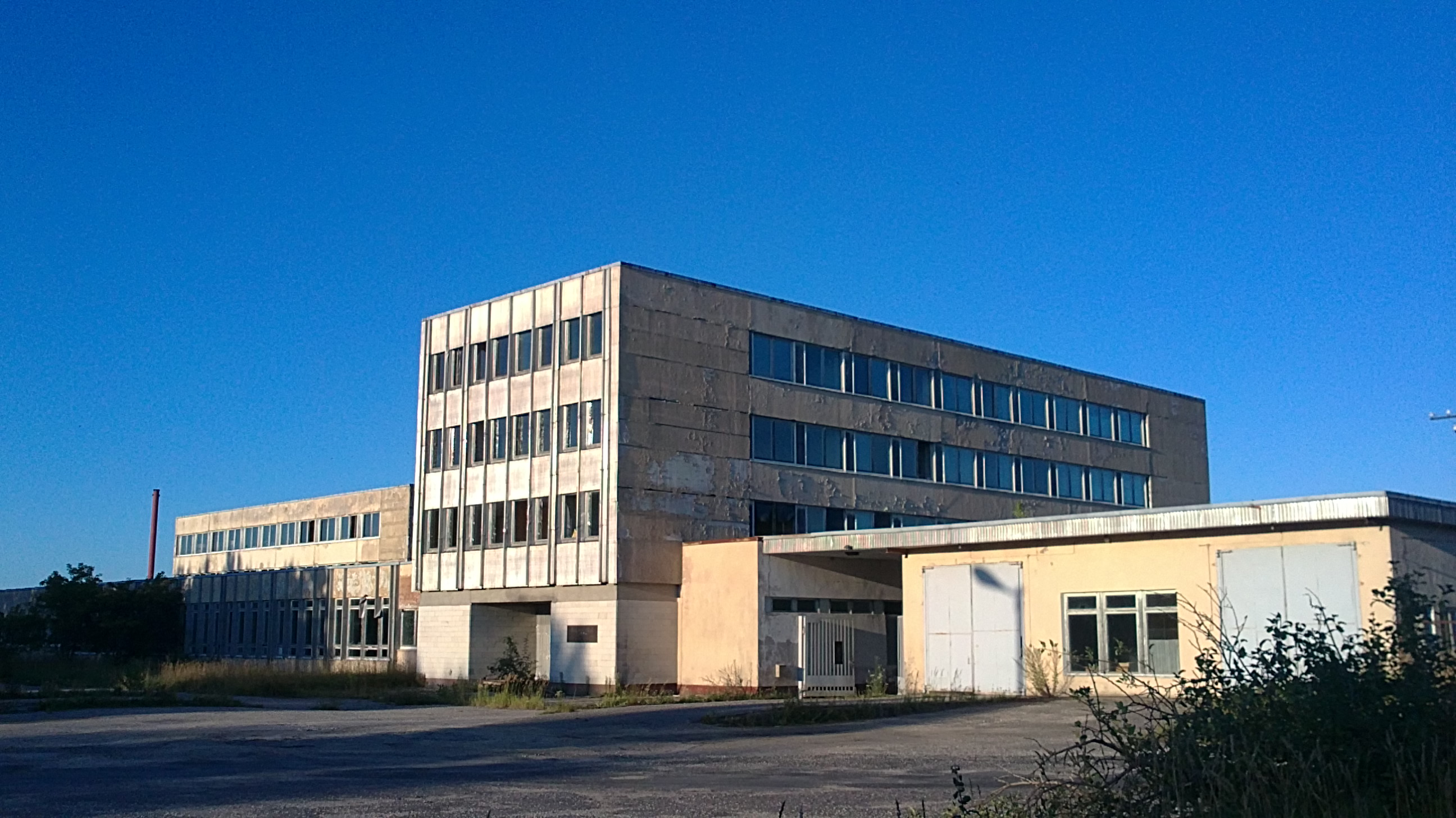
Het gebouw van het Võhma Lihakombinaat in 2011
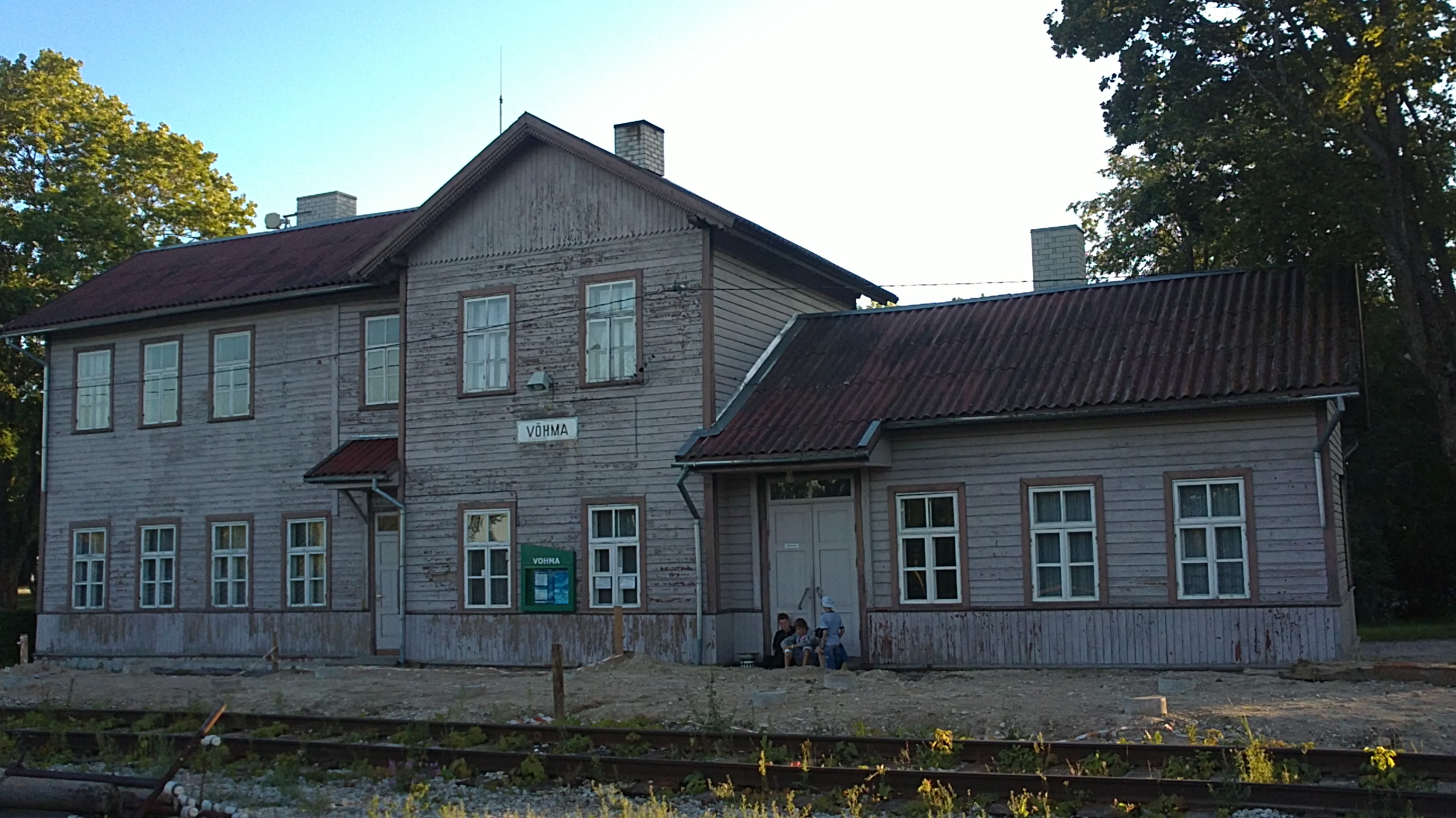
Het station in 2011